# 森孫特佩克
森孫特佩克（西班牙語：Sensuntepeque），是薩爾瓦多的城鎮，位於該國東北部，由卡瓦尼亞斯省負責管轄，面積306.33平方公里，海拔高度820米，2012年人口41,216，人口密度每平方公里130人。